# Julio Montt
Julio Felipe Montt Momberg (Osorno, 27 de abril de 1926-Santiago, 16 de septiembre de 2019) fue un médico y político chileno de ascendencia catalana y alemana. Militante democratacristiano, fue regidor por su comuna natal Osorno, entre 1956 y 1960, y entre 1963 y 1965; diputado de la República por la vigesimotercera agrupación departamental de Osorno y Río Negro (actual región de Los Lagos) durante tres periodos consecutivos, desde 1965 hasta 1973. Posteriormente, ejerció como ministro de Salud durante la administración del presidente Patricio Aylwin, desde 1992 hasta 1994. Entre 2000 y 2004 fungió como concejal de la comuna santiaguina de Las Condes.

## Biografía

### Familia
Nació en la ciudad chilena de Osorno el 27 de abril de 1926, hijo del freirino Felipe Santiago Montt Nieva, descendiente catalán, que se desempeñó como funcionario de la Caja Nacional de Ahorros, además de ser masón grado n° 33 y miembro del Partido Radical, y de Irma Momberg Amthauer (una luterana de ascendencia alemana e hija menor de seis hermanos).
Se casó el 12 de abril de 1953 con Adriana Vidal Salinas —hermana mayor del ministro de los presidentes Ricardo Lagos y Michelle Bachelet, Francisco Vidal— a quien conoció en sus últimos años de estudios universitarios, y con la que tuvo tres hijos; Julio Felipe (que también sería médico y político; designado como subsecretario de Salud en 2008), Carlos Alberto (biólogo) y María Adriana (profesora).

### Estudios

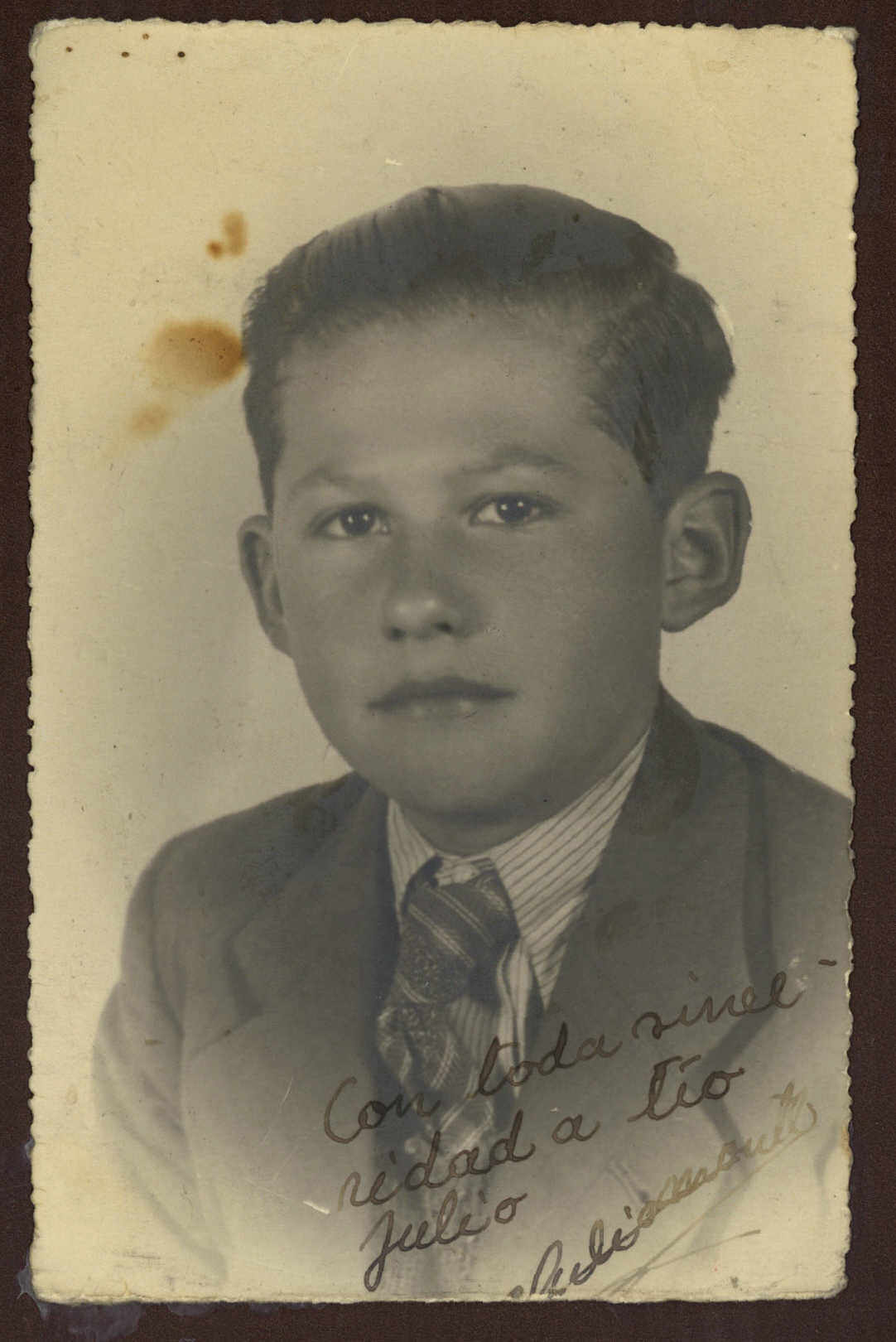
Julio Montt durante su época estudiantil.

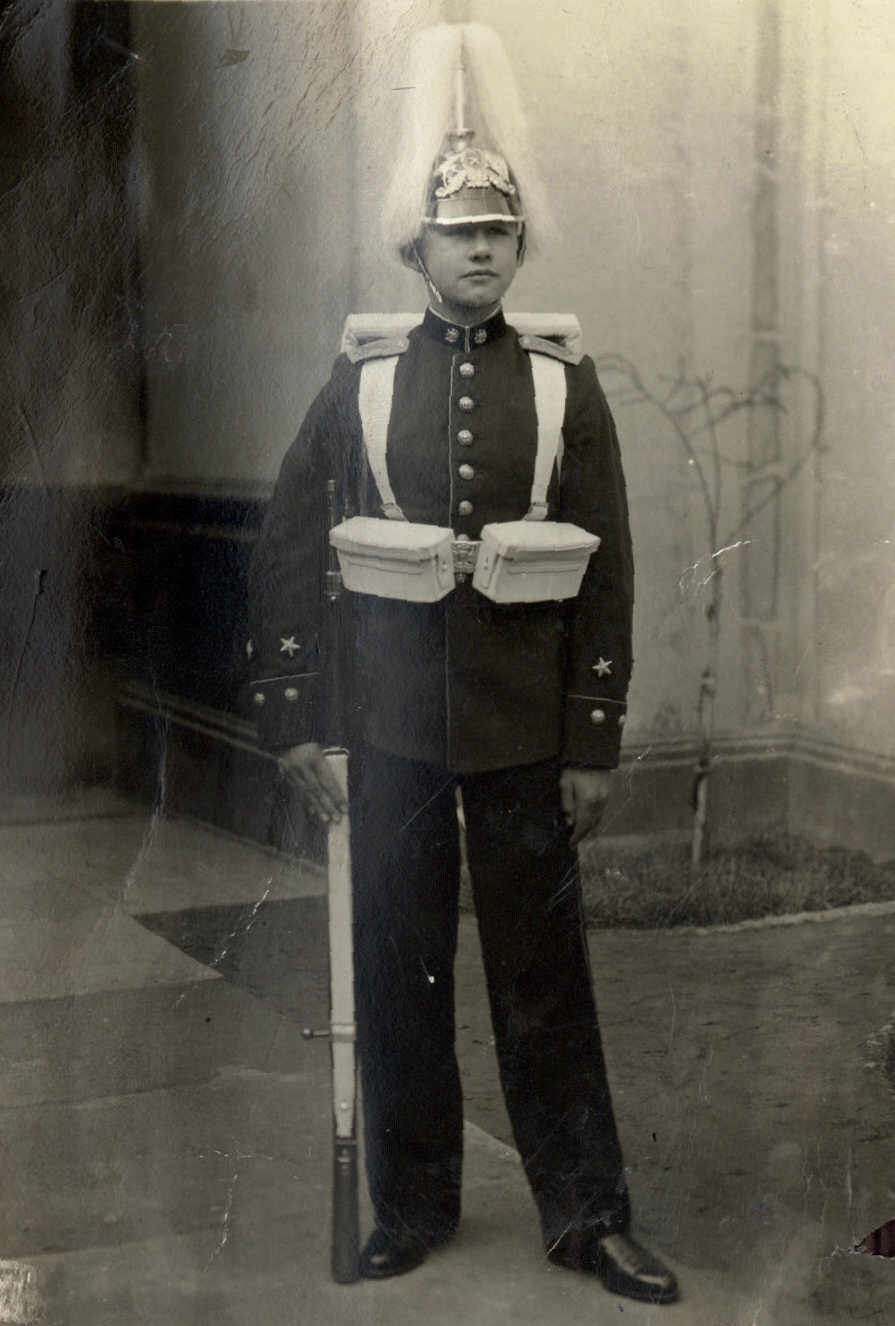
Vestido con uniforme militar en su paso por la Escuela Militar, a inicios de la década de 1940.

Realizó sus estudios primarios en la década de 1930 en el Instituto Alemán de Osorno —al cual ingresó por incentivo de su madre—, del que se vería influenciado por la ola nacionalsocialista de la época en aquél establecimiento, de la que después se alejó. Tras una discusión con su padre sobre temas políticos contingentes —la Segunda Guerra Mundial—, se trasladó a realizar los estudios secundarios en el Liceo de Hombres, de la misma comuna. Más tarde, siguiendo los pasos de su hermano Pablo, los concluyó en la Escuela Militar de Santiago, entre 1941 y 1944. En la Escuela Militar fue alumno del coronel Arnaldo Carrasco, que posteriormente sería ministro de Defensa Nacional en el gobierno del presidente Juan Antonio Ríos. Luego de finalizar un bachillerato en la anterior institución, ingresó a la Escuela de Medicina de la Universidad de Chile donde se tituló de médico cirujano el 14 de agosto de 1951 con la tesis: Producción de bloqueos y filtración auricular por medio de la acetilcolina y sus aspectos experimentales, convirtiéndose en el primer profesional de su familia.

### Vida laboral
Tras titularse, ejerció como médico en el Hospital San Borja de la capital entre 1951 y 1952, simultáneamente en el Hospital Militar entre 1948 y 1952 y por último, en el Hospital de Osorno entre 1952 y 1965. Ejerció como secretario de la «Sociedad Médica de Osorno» en ese último año y presidente de esa gremial, en 1960. Entre otras actividades, también fue presidente de la «Asociación Gremial de Clínicas de Chile», de la «Sociedad Chilena de Administradores en Atención Médica y Hospitalaria»; y de la «Federación Sudamericana de Administración de Salud», siendo un reconocido miembro y vicepresidente de dicha organización. Fue presidente del Comité Organizador del II Congreso de la «Organización Iberoamericana de los Prestadores de Seguridad Social» (OIOSS) y miembro del Comité Técnico, además de miembro honorario de la Federación de Hospitales de México.
Además, ejerció libremente su profesión en la especialidad de cirugía. En 1958, fue becado para estudiar cirugía vascular periférica en la Clínica Quirúrgica Heidelberg de la entonces Alemania Occidental por un año. Así mismo, realizó estudios de perfeccionamiento en la Universidad de Barcelona y de Estrasburgo.
Trabajó de igual manera en la Mutual de Seguridad de la Cámara Chilena de la Construcción (CChC) entre 1969 y 1976 y en el Instituto de Seguridad del Trabajo (IST) entre 1977 y 1982. Fue miembro del directorio de la Clínica INDISA entre 1979 y 1982 y, luego médico director de la Clínica Alemana de Santiago desde 1982 hasta 1992, y fue presidente de la Corporación de Fútbol de la Universidad de Chile (CORFUCH) entre 1985 y 1986. También fue miembro y presidente del «Club de Leones». En 1992 se desempeñó como presidente de la «Agrupación de Hospitales Privados de Chile», luego de permanecer varios años como un miembro activo de dicha entidad. Así también fue miembro de la «Federación Latinoamericana de Hospitales», de la «Federación Internacional de Salud», de la «Sociedad de Cirujanos de Chile», y de la International College of Angiology.
Su último cargo público ligado a la medicina lo efectuó en el Colegio Médico de Chile, como tesorero (2008-2011) y presidente de su Departamento de Ética (2008-2014).

## Vida personal
Fue dirigente deportivo amateur y gestor de un grupo de teatro. Era fanático del fútbol, siendo hincha del Club Universidad de Chile, llegando a ser su presidente.
Respecto a su legado en las políticas de salud, señaló que sólo le faltó, antes de retirarse de la vida pública haber sido reconocido por la Organización Panamericana de la Salud (OPS), ya que fue el primer director del Programa Regional de Bioética para América Latina y el Caribe. Según sus palabras: “Cuando inicié ese trabajo, era poca la actividad en bioética y muy poco conocida en el continente. Hoy existen revistas con muchos trabajos al respecto. Creo que es de justicia que esto se reconociera”.
Para él, el Colegio Médico de Chile (Colmed), tuvo un significado muy particular en su vida; “En la última fase de mi carrera profesional, el trabajo en el Colmed lo realicé como tesorero general y como integrante del Departamento de Ética. Ahí está el significado principal que para mí tiene el Colmed, haber entregado energías para que la ética profesional sea fundamental en el trabajo médico, para el prestigio de los profesionales y de la actividad”.

## Trayectoria política

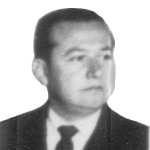
Fotografía oficial de Julio Montt M. como diputado en 1965.

Aunque se sentía identificado con las ideas socialistas, por admiración a Eduardo Frei Montalva, específicamente el día 12 de octubre de 1952, ingresó a la Falange Nacional (FN) —que en 1957 se transformaría en el Partido Demócrata Cristiano (PDC)—. En la Falange sería presidente comunal, provincial y regional del partido. En 1956 (representando a la FN), fue electo regidor por Osorno ejerciendo hasta 1960 y reelecto en 1963 hasta 1965. Como regidor participó en diversas legislaciones en busca de la erradicación de los campamentos en Osorno. Por esos años también fue secretario general y luego tesorero del PDC. Para la campaña presidencial de 1964 de Frei Montalva, fue jefe de campaña en la provincia de Osorno.
En las elecciones parlamentarias de 1965 resultó elegido como diputado por la Vigesimotercera Agrupación Departamental de Osorno y Río Negro, período legislativo 1965-1969. En la cámara integró la Comisión Permanente de Asistencia Médico-Social e Higiene; la de Minería e Industrias; la de Economía y Comercio; y la Comisión Especial Investigadora sobre crisis del Fútbol Profesional entre 1967 y 1968. Fue miembro del Comité parlamentario del PDC entre 1965 y 1966.
En las elecciones de mayo de 1973 fue electo diputado por la misma división electoral, para el período 1973-1977. En esa ocasión integró la Comisión Permanente de Salud Pública. El golpe de Estado del 11 de septiembre de 1973, puso fin anticipado a su periodo parlamentario, pues el Congreso Nacional fue disuelto el 21 de septiembre de ese año.
En 1992 durante el gobierno del presidente Patricio Aylwin fue nombrado por el PDC como presidente de la Comisión Técnica de Salud del partido. y designado ministro de Salud, ejerciendo la titularidad entre el 2 de noviembre de ese año hasta el 11 de marzo de 1994.
Seis años después, en las elecciones municipales de 2000 se postuló buscando un cupo como concejal al Municipio de Las Condes, resultando electo para el periodo 2000-2004.

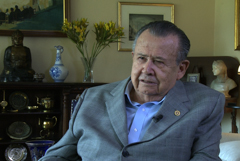
Julio Montt durante una de sus últimas apariciones públicas. Entrevista con la BCN en octubre de 2013.

Luego de varias semanas internado en la que fuese su lugar de trabajo, la Clínica Alemana, falleció el 16 de septiembre de 2019, producto de las complicaciones de una hemorragia intracerebral.

## Historial electoral

### Elecciones parlamentarias de 1969
- Elecciones parlamentarias de 1969 para la 9.ª Agrupación Provincial, Valdivia, Osorno y Llanquihue.[9]

### Elecciones parlamentarias de 1973
- Elecciones parlamentarias de 1973 para la 23.ª  Agrupación Departamental, Osorno.[10]

### Elecciones municipales de 2000
- Elecciones municipales de 2000, para la alcaldía de Las Condes [11]

(Se consideran sólo los candidatos que resultaron elegidos para el Concejo Municipal)